# 멘델레븀
멘델레븀(문화어: 멘델레비움←영어: mendelevium 멘덜리비엄[*], 독일어: Mendelevium 멘델레비움[*])은 화학 원소로 기호는 Md(←라틴어: mendelevium 멘델레비움[*]), 원자 번호는 101이다. 원소 이름은 주기율표를 만든 러시아의 화학자 멘델레예프의 이름을 따서 만들어졌다. 아인슈타이늄에 헬륨 원자핵을 타격시켜 생성되었다.